# Yanagishita Masaaki
Yanagishita Masaaki (sinh ngày 1 tháng 1 năm 1960) là một cầu thủ bóng đá người Nhật Bản.

## Giải vô địch bóng đá U-20 thế giới
Yanagishita Masaaki được triệu tập vào đội tuyển U-20 Nhật Bản tham dự Giải vô địch bóng đá U-20 thế giới 1979.